# Corydalis yui
Corydalis yui är en vallmoväxtart som beskrevs av M. Liden. Corydalis yui ingår i släktet nunneörter, och familjen vallmoväxter. Inga underarter finns listade i Catalogue of Life.